# Aporophyla juncta
Aporophyla juncta là một loài bướm đêm trong họ Noctuidae.